# 張皓鈞
張皓鈞（1993年11月8日—）是前臺灣男子籃球運動員，場上主打前鋒位置。

## 生平
張皓鈞是高雄人，高中申請進入三民家商未被錄取後改就讀乙組球隊立志中學，就讀台灣首府大學最初是參加一般組，之後才打公開組一級，大學畢業後加入家鄉新軍球隊高雄聖徒，同時至國立屏東大學攻讀研究所但未加入校隊，隔年高雄聖徒解散後加入校隊，第十六季超級籃球聯賽效力於臺北達欣工程。